# Avenida Arteaga Alemparte (Talcahuano)
La avenida Arteaga Alemparte es una de las principales arterias viales del Gran Concepción que comunica a las comunas de Concepción, Hualpén y Talcahuano, en el Gran Concepción, Chile. Su nombre se debe a los hermanos Arteaga Alemparte, de los cuales se destacan Justo y Domingo. Es conocida también como Camino de Los Carros. 

## Ubicación
La avenida nace de la Autopista Concepción-Talcahuano, en el mismo punto en que cruza con Jaime Repullo y cercano al humedal conducente al canal Ifarle.
También conecta con la laguna Redonda, hacia el sur y en dirección al centro de Concepción. Se encuentra el sector Medio Camino y luego el parque Central. A la altura de la Universidad Técnica Federico Santa María y la estación homónima, lo sobrepasa el paso superior Libertador Bernardo O'Higgins.
Tras ello se aproxima hacia el límite comunal, donde es cruzada por la avenida Jorge Alessandri y empalma con la calle de servicio hacia El Trébol, en donde se encuentran los centros comerciales del sector y una importante área de servicios.

## Historia
Corresponde al antiguo camino Concepción-Talcahuano, en el cual desde el 4 de julio de 1908 corrían carros, pertenecientes al Ferrocarril Eléctrico de Concepción a Talcahuano, entre la Plaza de la Independencia y la Estación de Ferrocarriles en Talcahuano en un tramo de 15 km, por lo que se acuñó la denominación «Camino de Los Carros». Paralelo a este camino se ubica la vía férrea, parte del ramal San Rosendo-Talcahuano.
En la década de 2000 se terminó su pavimentación por etapas en el sector de la comuna de Hualpén y posteriormente en Concepción.
En 2005 se inauguraba la segunda etapa de este proceso, constituyendo una alternativa para Parque Central
Actualmente recibe tráfico vehicular durante todo el día, proveniente de los sectores residenciales y las áreas de servicios y comercio ubicadas en torno a El Trébol, y hacia el centro de Concepción y al Puerto.

## Prolongaciones
- Hacia el norte:
  - Jaime Repullo
- Hacia el sur:
  - Laguna Redonda